# ماريك تاكليك
ماريك تاكليك (بالتشيكية: Marek Taclík)‏ هو ممثل تشيكي، ولد في 9 مايو 1973 بأوستي ناد لابم في التشيك.

## وصلات خارجية
- ماريك تاكليك على موقع IMDb (الإنجليزية)
- ماريك تاكليك على موقع ألو سيني (الفرنسية)
- ماريك تاكليك على موقع أول موفي (الإنجليزية)
- ماريك تاكليك على موقع قاعدة بيانات الفيلم (الإنجليزية)
- ماريك تاكليك على موقع كينوبويسك (الروسية)